# Formiga-feiticeira
O termo Formiga-feiticeira é a designação comum a diversas espécies de vespas da família Mutillidae, especialmente as fêmeas ápteras, que têm aparência de formiga e são geralmente pretas, aveludadas e com vistosas manchas vermelhas, amarelas ou brancas.

## Nomes populares
Além de formiga-feiticeira, nome recebido porque o animal era utilizado para prática de feitiçaria, a espécie também é conhecida pelos seguintes nomes:
- bunda-de-ouro
- cachorrinho-de-mulher
- cachorrinho-de-nossa-senhora
- chiadeira
- feiticeira
- filho-de-onça
- formiga-cascavel
- formiga-cega
- formiga-chiadeira
- formiga-conga
- formiga-de-bentinho
- formiga-de-onça
- formiga-ferro
- formiga-maravilha
- formiga-oncinha
- formiga-suprema
- formiga-picadeira
- formiga-rainha
- formiga-rica
- rei-formiga
- formiga-sete-socos
- formiga-sozinha
- formiga-veludo
- formiga-rei
- formiga-vespa
- gatinha
- oncinha
- piolho-de-onça
- tajipucu.

## Características
- São parasitóides em sua fase larval;[2]
- Apresentam dimorfismo sexual acentuado;[3]
- As fêmeas são ápteras (não têm asas) e os machos, normalmente macrópteros, ápteros ou raramente braquípteros;[2]
- Possuem grande variação de tamanho (relacionada com a alimentação na fase larval), sendo observados indivíduos de 5 a 50mm.[2]